# Cartel de la Costa
Le Cartel de la Costa ou Cartel de la Costa Atlántica était une organisation criminelle dédiée à la fabrication et au trafic de drogue qui opéra dans le nord de la Colombie entre les années 1980 et 1998.
Le cartel contrôlait une grande partie du commerce de drogue dans la région Caraïbe et gérait des routes vers d'autres pays des Caraïbes et d'Amérique centrale. Son centre d'opérations se trouvait initialement à Santa Marta et dans le nord de la Sierra Nevada de Santa Marta, avant de se déplacer à Barranquilla,.
L'organisation de narcotrafiquants opéra initialement de manière autonome pendant l’époque marimbera, puis avec l’irruption au pouvoir du cartel de Medellín, Escobar attribua la région Caraïbe comme franchise territoriale au "Mono" Abello. À la chute du cartel de Medellín, le cartel de Cali assigna les routes des Caraïbes comme franchise territoriale à Orlández Gamboa.
Le cartel se dissipa en 1998 en raison des arrestations, assassinats de ses membres, et de l’irruption du Bloque Norte de las AUC dans la région. Le Bloc Nord des AUC s’appropria les routes du narcotrafic du cartel de la Costa et les confia aux paramilitaires José Pablo Díaz (assassiné en 2003) et Édgar Ignacio Fierro Flórez, alias "Don Antonio".

## El Mono Abello
Le cartel de la Costa naquit à la fin des années 1970 avec l’association de plusieurs groupes de contrebandiers et marimberos de La Guajira, du Magdalena et du Cesar, qui se consacrèrent ensuite au trafic de drogue pendant les décennies 1980 et 1990. Dans les années 1980, le chef du cartel de la Costa était José Rafael Abello Silva, alias "Mono Abello", également lié au cartel de Medellín.

## El Caracol
Après la capture et l’extradition vers les États-Unis du chef du cartel de la Costa, José Rafael Abello Silva, alias "Mono Abello", le nouveau chef suprême devint Alberto Orlández Gamboa, connu sous le nom de El Caracol,.
Gamboa et son lieutenant dans le cartel, Wildron Gabriel Daza Mejía, alias "Gabi Daza" (assassiné en 2011), s’associèrent avec d’anciens policiers pour renforcer des bandes criminelles comme "Los Alcatraces", qui commirent toutes sortes de crimes de sicariat à Barranquilla entre 1993 et 1997.

### Purges internes dans le cartel de la Côte (1992)
Selon le magazine revista Semana, en octobre 1992, le narcotrafiquant Salomón Camacho Mora et ses associés ont perdu une cargaison de 100 kilos de cocaïne à destination de l’État du Massachusetts, mais la drogue n’est jamais arrivée, ce qui a déclenché des guerres internes au sein du cartel, opposant le surnommé "El Caracol" à Camacho et aux frères Durán Fernández.

### Opération 'Alcatraz' (1993)
Le 27 janvier 1993, les autorités colombiennes ont mené l’« Opération Alcatraz » à Barranquilla. Orlández Gamboa a été capturé avec 22 autres individus soupçonnés d’appartenir au cartel de la Costa. Le surnommé "El Caracol" a été envoyé à la prison de La Modelo de Bogotá pour des accusations d’homicide et de narcotrafic. Le Parquet général de la Nation a prononcé une mesure de détention préventive à son encontre le 26 février 1994 pour « narcotrafic, port illégal d’armes et formation de groupes de sicaires », puis le 24 août de la même année, une détention pour « homicide ».
Le 27 octobre 1994, Orlández Gamboa a été remis en liberté par la justice colombienne faute de preuves et à la suite d’un non-lieu.
Cependant, Gamboa est resté impliqué par les autorités colombiennes dans plusieurs enquêtes, dont celle sur l’assassinat de ses ex-associés, les frères Jairo Durán Fernández, surnommé "El Mico", et son frère, l’ex-député du Magdalena, Alex Durán Fernández. "El Mico" Durán, assassiné à Bogotá le 17 octobre 1992, avait été marié à l’ancienne Miss Colombie, Maribel Gutiérrez Tinoco.

## Affaiblissement
Au milieu des années 1990, le cartel a été affaibli en raison des arrestations menées par les autorités colombiennes, et son territoire a commencé à être occupé par d’autres acteurs illégaux, pour la plupart des narcotrafiquants liés au cartel du Norte del Valle  et des narco-paramilitaires du Bloc Nord des Autodéfenses unies de Colombie (AUC),. Le chef narco-paramilitaire Rodrigo Tovar Pupo, surnommé "Jorge 40", a pris le contrôle de la région et nommé Miguel Villareal Archila, surnommé "Salomón", comme chef narco-paramilitaire dans la zone entre les villes de Barranquilla et Carthagène. Dans le département de l’Atlántico, le narco-paramilitaire Édgar Fierro Flórez, surnommé "Don Antonio", a été désigné. Plusieurs membres des Alcatraces ont rejoint les rangs des AUC.

## Membres

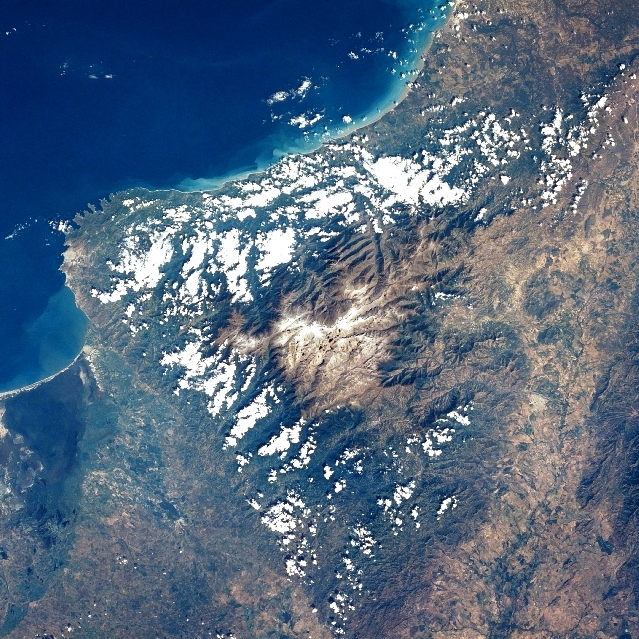
Le principal centre de production de drogue dans la région a été la Sierra Nevada de Santa Marta en raison de sa position stratégique dans la mer des Caraïbes.

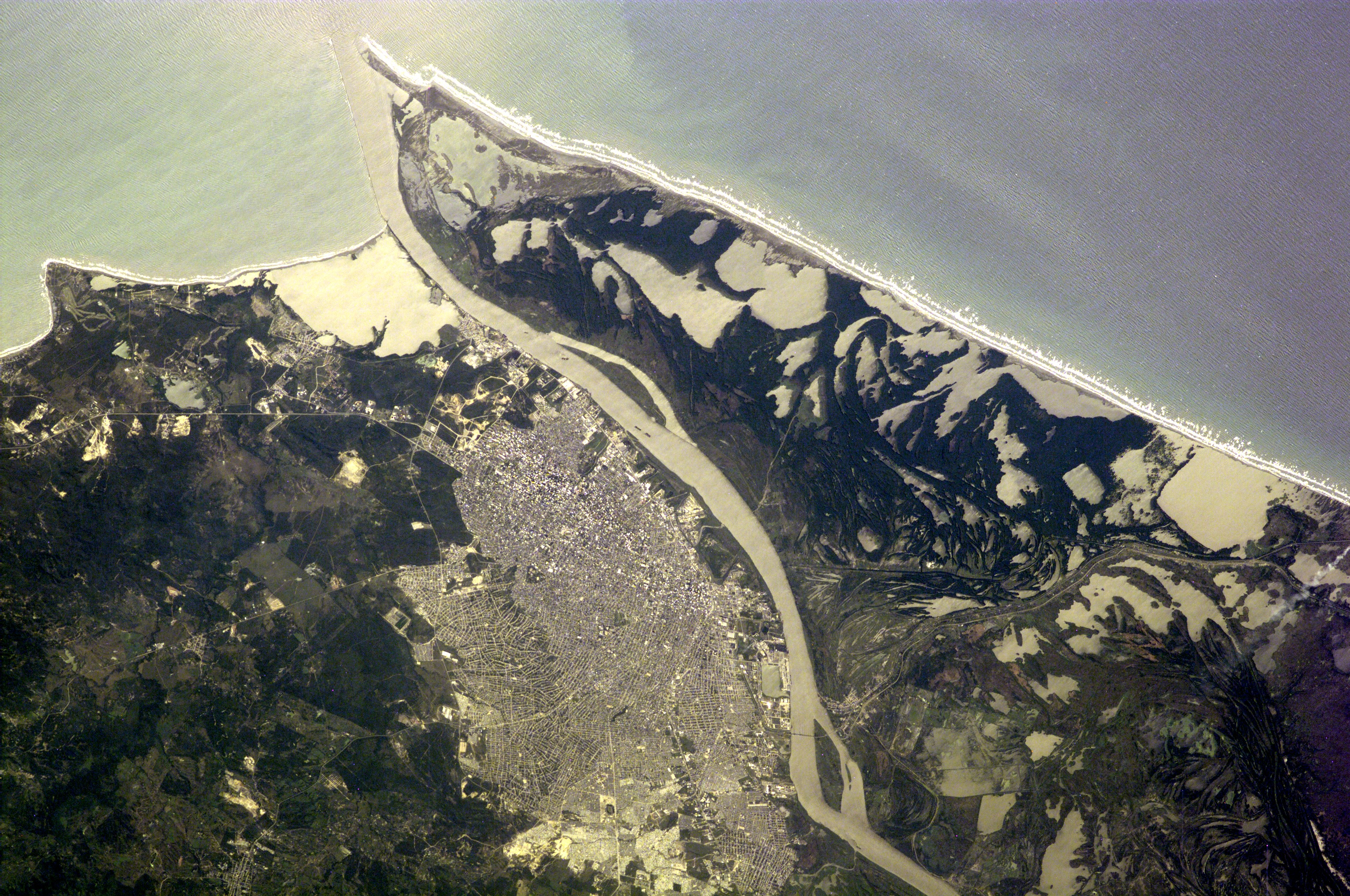
Barranquilla est devenue un épicentre logistique du narcotrafic grâce à l'important flux fluvial et maritime de son port, et dispose en plus d’un aéroport international.

- José Rafael Abello Silva, alias "Mono Abello" : Il fut le premier chef du Cartel de la Costa, basé à Santa Marta[12]. Il fut également membre du Cartel de Medellín. Il a été capturé en 1987 et extradé vers les États-Unis[13]. Il est retourné en Colombie en 2007. En 2023, il a été arrêté pour des menaces présumées contre une juge.

- Salomón Camacho Mora, alias "Papa Grande" : Deuxième dans la hiérarchie du Cartel de la Costa et associé du Cartel de La Guajira. Il a également eu des liens avec le cartel de Medellín[14]. Il a été capturé au Venezuela en 2010 et extradé aux États-Unis, où il a purgé une peine de 11 ans de prison, avant d’être libéré en 2019[15].

- Alberto Orlández Gamboa, alias "El Caracol" : Deuxième et dernier chef du Cartel de la Costa, arrêté à Barranquilla avec ses principaux hommes — Ernesto Tavera, Roger Eliécer Pombo, Jorge Fajardo, Carlos Núñez, Édgar Sánchez et Miguel Alzate — le 23 janvier 1993 et libéré le 26 octobre 1994[16],[17]. Il a été de nouveau capturé le 6 juin 1998 à Barranquilla lors de l’Opération Alcatraz[18],[19]. Le 18 août 2000, il a été extradé vers les États-Unis, et le 10 mars 2003, il a plaidé coupable de crimes liés au trafic de cocaïne vers les États-Unis et au blanchiment d’argent. En mai 2005, il a été condamné à 40 ans de prison par un juge fédéral américain[19],[20],[21],[22], Il fut partenaire du clan Nasser Arana avec Roger Pombo Ortega, Germán Libonatty, Jattin Arnulfo Pinto Vásquez et Julio César Anicchiarico[19],[23].

- Libardo Parra, alias "El Flaco" ou "El Guajiro" : Lieutenant d’Orlández Gamboa. Il a également dirigé le "Cartel de la Tierra"[24]. Parra a été extradé en 2007 vers les États-Unis et était revenu à Barranquilla en 2016 après avoir purgé sa peine. Il a été assassiné à Barranquilla le 10 février 2021 dans un supermarché local[25],[26].

- José Reinaldo Fiallo Jácome, alias "El Nano" : Il a ordonné l’assassinat du chanteur vallenato du Binomio de Oro, Rafael Orozco Maestre, acte survenu le 11 juin 1992 à Barranquilla, commis par son garde du corps Sergio González, alias Tato. Fiallo et González ont été assassinés dans un restaurant de Medellín le 18 novembre 1992 sur ordre de Pablo Escobar[27].

- Frères Durán Fernández : Jairo, alias "El Mico", qui en 1991 avait épousé l'ex-Miss Atlántico et ex Miss Colombie Maribel Gutiérrez Tinoco, a été responsable de la corruption de Miss Colombie 1990 en faveur de sa compagne d’alors[28]. En janvier 1992, le juge espagnol Baltasar Garzón avait accusé les frères Álex (représentant à la Chambre pour le Magdalena) et Jairo Durán Fernández de trafic de cocaïne et blanchiment d’argent après un envoi de drogue échoué de la Colombie vers l’Espagne. Selon les rapports de renseignement, Jairo s’occupait de recevoir et d’embarquer la drogue, tandis qu’Álex, le cerveau de l’opération, établissait les contacts en Colombie et à l’étranger pour assurer le transport. Le 27 octobre 1992, Jairo Durán a été assassiné à Bogota. Deux hypothèses ont été avancées : la première, qu’il avait été exécuté sur ordre de la guérilla des FARC, qui le tenait pour responsable de la formation de groupes paramilitaires dans le Magdalena[29], et la seconde, que son meurtre avait été le résultat d’une vendetta entre narcotrafiquants ordonnée par Alberto Orlández "El Caracol", à cause du refus de Durán et de son frère Álex de couvrir les pertes d’un envoi de 100 kilos de cocaïne vers les marchés du Massachusetts[30]. Quatre mois après la mort de Jairo Durán, en février 1993, son frère Álex, accusé de narcotrafic par la justice espagnole et désigné comme le cerveau de l’organisation, a également été assassiné. Finalement, il a été établi que le mobile des assassinats des Durán relevait bien de la vendetta mafieuse et non d’une représaille des FARC, comme le soutenait leur famille. En 1994, leur frère cadet Carlos Durán Fernández a lui aussi été tué[16],[31].

- Clan Nasser Arana : Dirigé par Julio César Nasser David, alias El Turco, et son ex-épouse Sheila Arana María (divorcés en 1984). Ils étaient propriétaires de nombreuses propriétés à Barranquilla et sur la côte, parmi lesquelles l’hôtel El Prado, actuellement sous contrôle de l’État colombien par procédure d’extinction de domaine[32]. Les Nasser Arana furent les pionniers de la bonanza marimbera dans les années 1970. Arana a été arrêtée en Suisse en février 1994 et extradée vers les États-Unis en janvier 1995. Sheila a avoué avoir organisé l’envoi vers les États-Unis d’une trentaine de cargaisons de cocaïne et de marijuana entre 1976 et 1994 ; elle a été libérée en 2002[33],[34],[35]. Nasser David a été arrêté en 1997[19] et est décédé à la prison de La Picota de Bogotá en novembre 2000 de causes naturelles alors qu’il était incarcéré pour narcotrafic[36],[37]. Son fils Jorge Nasser Arana, alias "Tito", propriétaire de l’ancienne bolera "Tito's Bolos Club", a été arrêté à Barranquilla en 1998 et envoyé à Bogotá, où il est resté incarcéré à La Picota jusqu’en septembre 2000, date à laquelle il a été libéré pour dépassement des délais légaux. Cette décision a ensuite été annulée et en novembre de la même année, il s’est présenté à la prison Modelo de Barranquilla pour exécuter un nouveau mandat d’arrêt. Il y est resté jusqu’à la mi-mars 2001, quand un juge spécialisé de Bogotá l’a acquitté, avec ses frères Claudia et Carlos Alberto Nasser Arana, alias "Capeto", des accusations d’enrichissement illicite et de blanchiment d’argent. Vingt jours après son acquittement, il a été abattu par des tueurs à gages en avril 2001 à la sortie d’une salle de sport à Barranquilla[36],[38].

- Samuel Orlando Mengual Alarcón : Originaire du hameau de Camarones, La Guajira. Arrêté le 4 avril 1994 pour liens avec les cartels de drogue et des membres de la famille Valdeblánquez liés au narcotrafic. Il a été accusé d’avoir aidé le chef des sicaires du Cartel de Medellín, Dandeny Muñoz Mosquera, alias La Quica, à quitter le pays. Il a été assassiné en 1995 alors qu’il purgeait une peine à la prison Modelo de Bogotá[39],[40].

### Autres membres
- Cruz Antonio González Peña, alias Crucito González : Il a été assassiné en 1998 dans l’ancienne discothèque Champagne Vallenato de Barranquilla, où il a été criblé de balles avec six autres personnes par un sicario armé d’armes lourdes. González avait été collaborateur d’Orlández Gamboa[41],[42].

- Gustavo Salazar Bernal : Il a été assassiné dans sa ville natale de Carthagène par le sicario Jhon Freddy Orrego Marín, apparemment pour avoir "perdu" une cargaison de drogue appartenant à Los Mellizos envoyée en Europe. Son frère Fernando Salazar Bernal a également été assassiné par le Cartel du Norte del Valle[41].

- Alexander Enrique Batalla, alias El Alto, Jesucristo ou Álex : Ancien collaborateur d’Orlández Gamboa, "El Caracol", et chef d’une organisation de trafic d’héroïne qui comptait sur des techniciens aéronautiques dans les aéroports de Colombie et des États-Unis pour introduire la drogue dans ce pays. Extradé en 2010, il a recouvré la liberté en 2016[43].